# Pericoma pingarestica
Pericoma pingarestica és una espècie d'insecte dípter pertanyent a la família dels psicòdids que es troba a Europa: Àustria, Bulgària i Romania.